# Pijawka kacza
Pijawka kacza (Theromyzon tessulatum) – gatunek pijawki ryjkowej z rodziny Glossiphoniidae szeroko rozprzestrzeniony w różnorodnych typach zbiorników wodnych Eurazji i obydwu Ameryk. W Polsce jest gatunkiem pospolitym na obszarze całego kraju. W północno-wschodniej Polsce występuje też podobny, blisko spokrewniony z nim i trudny do odróżnienia, bardzo rzadki gatunek Theromyzon maculosum.
Pijawki kacze mają miękkie, lekko spłaszczone ciało z płaską stroną brzuszną i wypukłą stroną grzbietową, koloru oliwkowego lub brunatnego, z sześcioma rzędami żółtych lub pomarańczowych niewielkich plamek wzdłuż ciała (T. tessulatum) lub nieregularnie rozmieszczonymi, dużymi, pomarańczowymi plamami (T. maculosum). Są pasożytami wielu gatunków ptaków wodnych, głównie z rodziny kaczkowatych (Anatidae), w tym na kaczkach domowych. Pasożytują w ich wolu lub dziobie, odżywiając się krwią. Można je spotkać na dnie zbiorników wodnych i wśród roślinności wodnej.
Theromyzon tessulatum osiąga do 50 mm długości przy szerokości do 15 mm. Ma 4 pary oczu ułożonych jedne za drugimi. Dojrzałe płciowo osobniki po trwającej 2–3 tygodni aktywności płciowej składają 5–10 kokonów. Młode wylęgają się po około 10 dniach. Rodzice opiekują się nimi przez 2–3 miesięcy.